# Konglomerat
Konglomerat (izposojenka za sprimek oz. skupek) je debelozrnata klastična sedimentna kamnina, ki nastane s sprijetjem proda. Sestavljajo jo zaobljeni kamenčki (prodniki), po čemer se loči od breče, ki jo sestavljajo oglati kamenčki.
Ime izvira iz latinske besede conglomerare in pomeni nakopičiti.

## Nastanek
Odlomke, ki nastanejo pri preperevanju in eroziji starejše kamnine, na poti do mesta odložitve v močnem in hitrem rečnem toku, kotaljenje po dnu struge in trkanje med seboj, zmanjša in obrusi. Nastanejo prodniki. Šrše kot je zaledje reke, od koder pritoki prinašajo kamninski material, bolj pestra je njegova geološka zgradba. Tako se med seboj pomešajo prodniki magmatskih, metamorfnih in sedimentnih kamnin. Največje količine proda reke odložijo v: 
- aluvialnih vršajih, to je v pahljačastih prehodih iz ozkih dolin v širše ravne doline,
- na aluvialnih ali poplavnih ravninah, to so nanosi, ki jih reke periodično odlagajo ob poplavah in
- v zgornjih delih ter koritih rečnih delt na izlivih rek v morje.

Prod se začne zgoščevati in komprimirati ter z vezivom sprijemati. Vezivo je lahko mineralni cement (najpogosteje kremenov ali kalcitni), ki se izloča iz vodne raztopine, ali drobnozrnata osnova (peščena, glinena ali lapornata), ali pa oboje. Proces se imenuje diageneza ali vezanje (cementiranje), in je lahko fizikalni, fizikalno-kemični in biokemični.
Različni tipi konglomerata vsebujejo različno velike prodnike in različno količino veziva (matriksa), ki jih drži skupaj. Če raztopimo matriks, kamnina razpade.
Konglomerati nastajajo tudi ob obalah jezer in morij pod vplivom energije valov.

## Geološka zgodovina
V geološki zgodovini je veliko konglomerata nastalo v mlajšem delu paleozoika. Tako so sivi in rdeči kremenovi konglomerati razprostranjeni v Karavankah in v širokem pasu v smeri vzhod-zahod po osrednji Sloveniji. 
Največ konglomerata je nastalo v mlajšem delu kenozoika, ko se je v pleistocenu (ledena doba) med krajšimi otoplitvami led topil in puščal za seboj kamninski drobir, ki so reke nato odnašale in odlagale v nižje ležeča območja. Do 120 m debele zasipe proda, peska in konglomerata lahko danes opazujemo v rečnih terasah na Kranjskem, Sorškem, Ljubljanskem in Krškem polju, pa tudi v dolini reke Soče.
Škofjeloški konglomerat je usedlina iz oligocenske dobe. Na vzhodnem robu Kamnitnika in v kamnolomu za vrhom prifarškega Kamnitnika se nahajajo najlepši primeri in je tudi vpisan pod evidenčno številko 7722 v register naravne dediščine.